# Gmina Poyner
Gmina Poyner (ang. Poyner Township) – gmina w USA, w stanie Iowa, w hrabstwie Black Hawk. Według danych z 2020 roku gmina miała 2675 mieszkańców.